# Armin Owzar
Armin Owzar (* 14. April 1964 in Köln) ist ein deutscher Historiker und seit 2013 Professor für Deutsche Geschichte (Histoire moderne et contemporaine des pays germanophones) am Département d’Études germaniques der Universität Paris III – Sorbonne Nouvelle.

## Leben
Armin Owzar wuchs in Wuppertal-Elberfeld auf und besuchte hier das Wilhelm-Dörpfeld-Gymnasium. Er studierte von 1983 bis 1993 Geschichtswissenschaft, Deutsche und Französische Philologie an den Universitäten Wuppertal, Lille und Münster. Nach dem Magister Artium 1993 in Münster wurde er Wissenschaftlicher Mitarbeiter am dortigen Historischen Seminar, Lehrstuhl Neuere und Neueste Geschichte. 1997 wurde Owzar mit der Studie Sozialistische Bündnispolitik und gewerblich-industrieller Mittelstand. Thüringen 1945 bis 1953 bei Hans-Ulrich Thamer zum Dr. phil. promoviert. Die Arbeit erhielt den Anerkennungspreis des Thüringer Landtages. Die Venia legendi für Neuere und Neueste Geschichte erhielt er 2004. In seiner Habilitationsschrift „Reden ist Silber, Schweigen ist Gold“. Konfliktmanagement im Alltag des wilhelminischen Obrigkeitsstaates untersuchte Owzar das politische Kommunikationsverhalten zwischen gesellschaftlichen Gruppen im Kaiserreich, mit besonderem Fokus auf die hamburgische Gesellschaft im Zeitraum von 1890 und 1912. Diese Arbeit wurde mit dem Jahrespreis 2004 der Stiftung Pro Civitate Austriae ausgezeichnet. Nach einer Zeit als Oberassistent in Münster (2004–2007) war Owzar 2007 bis 2013 DAAD-Professor an der historischen Abteilung der University of California in San Diego, bevor er 2011 eine zweijährige Vertretungsprofessur für die Geschichte Westeuropas an der Universität Freiburg i.Br. wahrnahm. Seit 2013 lehrt er in Paris.

## Mitgliedschaften
Armin Owzar ist Mitglied folgender Institutionen:
- Kuratorium für vergleichende Städtegeschichte[4], Münster
- Gesellschaft für Überseegeschichte (GÜSG)[5]
- Commission Internationale pour l’Histoire des Assemblées d´États (CIHAE)
- Gesellschaft für Stadtgeschichte und Urbanisierungsforschung[6] (GSU)
- Verband der Historiker und Historikerinnen Deutschlands (VHD)
- Frankreich-Zentrum der Universität Freiburg im Breisgau als assoziiertes Mitglied

## Schriften in Auswahl

### Monographien
- Das preußische Berlin. Auf dem Weg zur europäischen Metropole, 1701–1914, Berlin 2019, ISBN 978-3-944594-98-9.
- „Reden ist Silber, Schweigen ist Gold“. Konfliktmanagement im Alltag des wilhelminischen Obrigkeitsstaates (= Historische Kulturwissenschaft, 8), Konstanz 2006, ISBN 978-3-89669-718-9.
- Sozialistische Bündnispolitik und gewerblich-industrieller Mittelstand. Thüringen 1945 bis 1953 (= Veröffentlichungen der Historischen Kommission für Thüringen, Kleine Reihe, 4), München/Jena 2001, ISBN 3-437-31148-4.

### Herausgeberschaft
- Herrschaftsverlust und Machtverfall. Hrsg. mit Peter Hoeres und Christina Schröer, München 2013, ISBN 978-3-486-71668-9.
- Disziplinen der Anthropologie. Hrsg. mit Silke Meyer, Münster/New York 2010, ISBN 978-3-8309-2278-0.
- Schrumpfende Städte. Ein Phänomen zwischen Antike und Moderne (= Schriftenreihe des Instituts für vergleichende Städtegeschichte Münster). Hrsg. mit Angelika Lampen, Köln/Wien 2008, ISBN 978-3-412-20217-0.
- Modell und Wirklichkeit. Politik, Kultur und Gesellschaft im Großherzogtum Berg und im Königreich Westphalen (= Forschungen zur Regionalgeschichte, 56). Hrsg. mit Gerd Dethlefs und Gisela Weiß, Paderborn 2008, ISBN 978-3-506-75747-0.
- Politische Gewalt in der Moderne. Festschrift für Hans-Ulrich Thamer. Hrsg. mit Frank Becker, Thomas Großbölting und Rudolf Schlögl, Münster 2003, ISBN 3-402-06612-2.

### Aufsätze
- The Image of Islam in Missionary Periodicals. A Green Peril in Africa? In: Missions and Media. The Politics of Missionary Periodicals in the Long Nineteenth Century. Hrsg. von Felicity Jensz und Hannah Acke, Stuttgart 2013, ISBN 978-3-515-10304-6, S. 133–149.
- The Imponderabilia of Constitutional Festivities. Constitutional Culture in France during the Long 19th Century. In: Constitutional Cultures. On the Concept and Representation of Constitution in the Atlantic World. Hrsg. von Silke Hensel, Ulrike Bock, Katrin Dircksen und Hans-Ulrich Thamer, Cambridge 2012, ISBN 978-1-4438-4168-9, S. 189–219.
- Politische Partizipation von Frauen und Männern im ‚vor‘-politischen Raum. Westfalen 1945 bis 1975 (gemeinsam mit Julia Paulus). In: Westfälische Forschungen 60 (2010), Regionale Bildungs- und Wissenschaftsgeschichte im 20. Jahrhundert, ISBN 978-3-402-15393-2, S. 425–429.
- Rien qu’un parlamentarisme fictif? Les Etats du royaume de Westphalie. In: Actes du 57e congrès de la CIHAE. Assemblées et parlements dans le Monde, du Moyen-Age à nos jours. Hrsg. von Jean Garrigues, Eric Anceau, Frédéric Attal, Noelline Castagnez, Noëlle Dauphin, Sabine Jansen und Olivier Tort, Paris 2010, S. 497–509.
- Menschen im Wandel. Historische Anthropologie. In: Disziplinen der Anthropologie. Hrsg. mit Silke Meyer, Münster/New York 2010, ISBN 978-3-8309-2278-0, S. 229–256.
- Un coup bas ou le point de départ d’un processus de la modernisation? L'année 1807 dans les régions occupées de l'Allemagne. In: 1807: apogée de l'Empire? Hrsg. von Jacques Bernet und Emmanuel Cherrier, Valenciennes 2009, ISBN 978-2-905725-34-9, S. 123–135.
- „Keine Lust“ zur Diskussion. Zum Kommunikationsverhalten deutscher Katholiken, 1870 bis 1930. In: Schweizerische Zeitschrift für Religions- und Kirchengeschichte 101 (2007), S. 123–149.